# Philipp Bloch

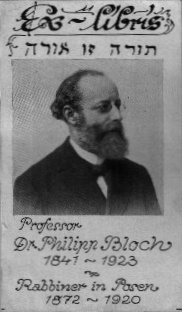
Philipp Bloch, Exlibris

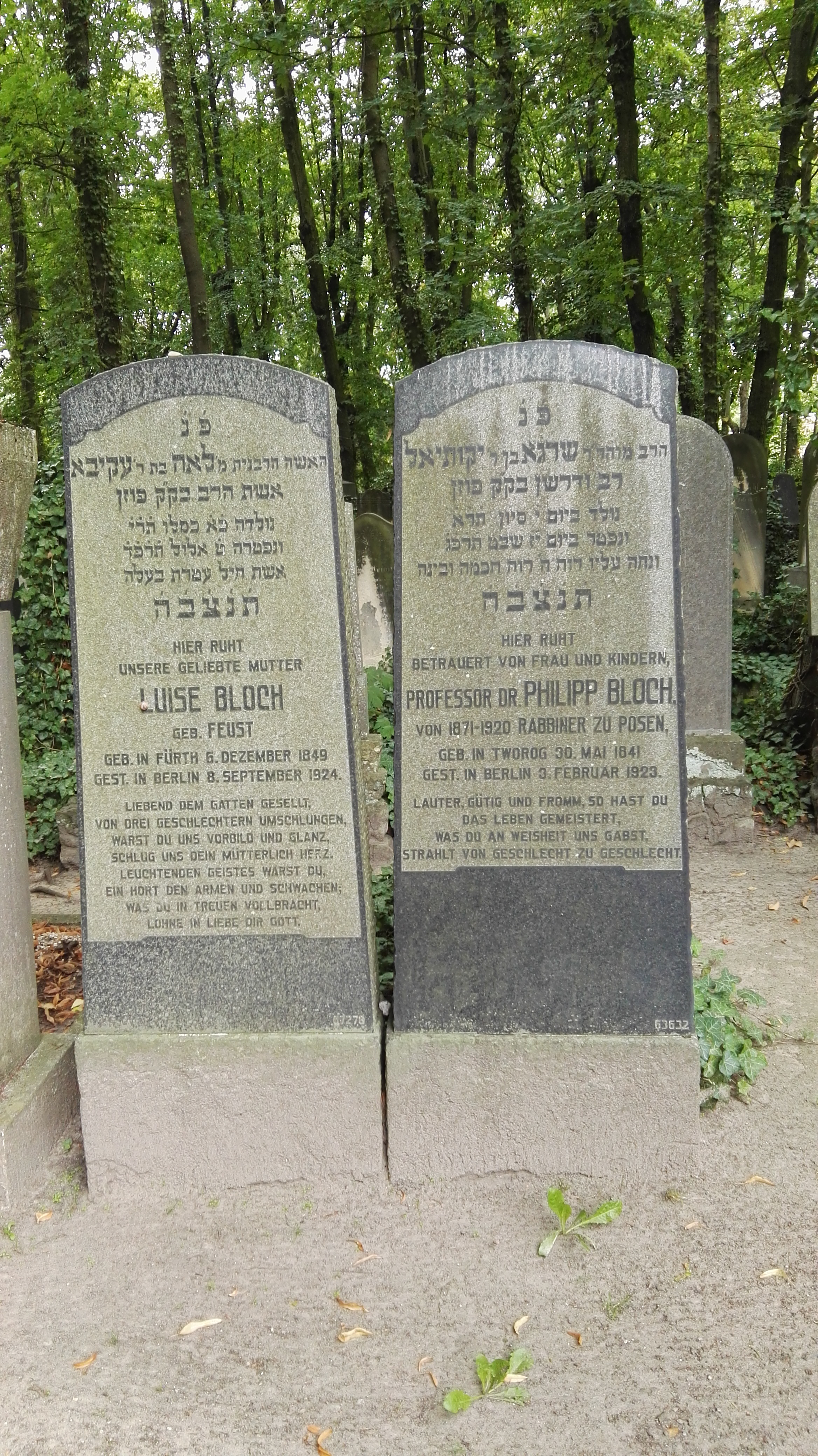
Gräber Philipp Blochs und seiner Ehefrau

Philipp Bloch (geboren am 30. Mai 1841 in Tworog, Provinz Schlesien; gestorben am 3. Februar 1923 in Berlin) war ein deutscher Historiker und Reformrabbiner.

## Leben und Wirken
Nach dem Schulbesuch in Bytom besuchte er von 1857 bis 1867 das Jüdisch-Theologische Seminar in Breslau. Zu seinen wichtigsten Lehrern zählten Heinrich Graetz und Zacharias Frankel, die sein Verständnis für die Verbindung von traditioneller jüdischer Gelehrsamkeit und moderner Wissenschaft formten. Seine Dissertation bei dem Philosophen Christlieb Julius Braniss verband bereits klassische Philosophie mit jüdischem Denken.
Bloch legte sein Abitur als Externer am reformierten Friedrichsgymnasium in Breslau ab. 1860 wurde er an der Universität Breslau immatrikuliert. Am 20. Juli 1865 wurde er mit einer Arbeit zum Gottesbegriff bei Aristoteles promoviert.
Von 1868 bis 1871 leitete er in München eine israelitische Gemeindeschule. In München legte er 1870 die Lehrerprüfung ab. Zeit seines Lebens engagierte er sich im Bereich jüdischer Bildungspolitik und für das Wohl jüdischer Waisenkinder. 1871 wurde er zum Rabbiner der liberalen Brüdergemeinde in Posen berufen, wo er bis 1920 wirkte.
Als Reformrabbiner vertrat Bloch eine moderate Position innerhalb der jüdischen Reformbewegung. Er setzte sich für die Einführung deutscher Predigten und einer gemäßigten Liturgiereform ein, betonte aber gleichzeitig die Bedeutung der hebräischen Sprache im Gottesdienst. In Posen führte er 1872 die Orgel im Gottesdienst ein, was damals als bedeutender Reformschritt galt. Als Prediger erwarb er sich große Anerkennung. Seine Predigten, die häufig auch von nichtjüdischen Bürgern der Stadt besucht wurden, verbanden traditionelles jüdisches Lernen mit zeitgenössischen philosophischen Gedanken.
1911 wurde er anlässlich seines 70. Geburtstags zum Professor ernannt. 1920 zog er nach Berlin um. Er war mit Luise Feust (1849–1924) verheiratet. Aus der Ehe mit Luise Feust gingen drei Kinder hervor. Sein Sohn Leo Bloch (1876–1942) wurde ebenfalls Rabbiner und wirkte in Worms. Die Familie pflegte einen regen intellektuellen Austausch mit anderen jüdischen Gelehrtenfamilien, was sich in der erhaltenen Korrespondenz widerspiegelt.
Bloch war ein führendes Mitglied der Vereinigung der liberalen Rabbiner Deutschlands. Er wirkte in mehreren wissenschaftlichen Vereinen mit. 1903 zählte er zu den Gründungsmitgliedern der Gesellschaft zur Förderung der Wissenschaft des Judentums. 1905 war er Mitbegründer des Gesamtarchivs der deutschen Juden in Berlin.
Er wurde auf dem Jüdischen Friedhof Berlin-Weißensee beigesetzt.

## Wissenschaftliche Bedeutung
In seinen wissenschaftlichen Schriften verbindet Bloch quellenbasierte historische Forschung und philosophische Reflexion, Schwerpunkte bilden religionsphilosophische Themen, Kabbala und die jüdische Geschichte in Polen und insbesondere in Posen.
Seine Dissertation arbeitet heraus, dass Aristoteles Gott als reine Form (eidos), unbewegten Beweger und höchste Vernunft (nous), als immateriell, ewig und selbstgenügsam konzipiert, der nicht durch direktes Eingreifen auf die Welt wirkt, sondern dadurch, dass er als höchstes Gut von allen Dingen erstrebt wird. Er diskutiert kritisch u. a. das Verhältnis zwischen Gott und den Einzelformen (entelechiai) oder die Frage, ob Aristoteles' Position eher dem Theismus oder Pantheismus zuzuordnen ist.
In seinen Studien zur Kabbala, besonders in „Die Kabbalah auf ihrem Höhepunkt und ihre Meister“ (1905), entwickelte er einen wissenschaftlich-kritischen Zugang zur jüdischen Mystik, der gleichzeitig deren spirituelle Bedeutung würdigte.
Seine Arbeiten zur Geschichte der Juden in Polen und Posen, etwa „Die General-Privilegien der polnischen Judenschaft“ (1892), gelten als grundlegende Beiträge zur deutsch-jüdischen Geschichtsschreibung des 19. Jahrhunderts.
Seine Auseinandersetzung mit August Rohling in der Schrift „Prof. Rohling's Falschmünzerei auf talmudischem Gebiet“ (1876) war ein wichtiger Beitrag zur Abwehr des wissenschaftlichen Antisemitismus seiner Zeit. Als Mitbegründer verschiedener wissenschaftlicher Institutionen trug er wesentlich zur Institutionalisierung der Wissenschaft des Judentums bei.
Blochs Wirken als Rabbiner und Wissenschaftler prägte die deutsch-jüdische Kulturlandschaft nachhaltig. Seine Bibliothek, die zahlreiche wertvolle Handschriften und Erstausgaben enthielt, wurde nach seinem Tod dem Gesamtarchiv der deutschen Juden übergeben. Seine methodischen Ansätze in der Erforschung der Kabbala und der deutsch-jüdischen Geschichte wurden von der nächsten Generation jüdischer Wissenschaftler aufgegriffen und weiterentwickelt. Die von ihm mitbegründeten Institutionen, insbesondere die Gesellschaft zur Förderung der Wissenschaft des Judentums und das Gesamtarchiv der deutschen Juden, blieben bis zu ihrer erzwungenen Auflösung 1938/39 zentrale Einrichtungen der deutsch-jüdischen Wissenschaft.

## Werke
- Predigt gehalten zum Jahresschluss 5632 (1872) und zu der gleichzeitig erfolgten Einweihung der neu eingeführten Orgel im Tempel der Brüder-Gemeinde, J. J. Heine, Posen 1872.
- Prof. Rohling's Falschmünzerei auf talmudischem Gebiet, Posen 1876. (Digitalisat)
- Die ersten Culturbestrebungen der jüdischen Gemeinde Posen unter preußischer Herrschaft. In: Jubelschrift zum siebzigsten Geburtstage des Prof. Dr. H. Graetz, Breslau 1887, 194–217 (Digitalisat).
- Die General-Privilegien der polnischen Judenschaft. Erweiterter und verbesserter Sonderabdruck aus der Zeitschr. der Historischen Ges. für die Provinz Posen, Bd. 6., Jolowicz, Posen 1892. (Digitalisat)
- Geschichte der Entwickelung der Kabbala und der jüdischen Religionsphilosophie, Poppelauer, Berlin 1894 / Siegmund Mayer, Trier 1894. (Digitalisate: , )
- Heinrich Graetz: ein Lebens- und Zeitbild, Posen 1904. (engl. Übers.: Heinrich Graetz: a memoir, The Jewish Publ. Soc. of America, Philadelphia 1898, Digitalisat)
- Die Kabbalah auf ihrem Höhepunkt und ihre Meister, Alkalay, Preßburg 1905. (Digitalisat)
- Gedächtnisrede zu Ehren des verewigten Vorsitzenden der Gesellschaft zur Förderung der Wissenschaft des Judentums, des Prof. Dr. Martin Philippson. Gehalten in der Mitgliederversammlung zu Berlin am 27. Dezember 1916, Breslau: Favorke, 1917. (Digitalisat)